# 澤雅·曼舒爾
澤雅·曼舒爾（1916年11月17日—1965年11月11日），是一名蘇聯的韃靼詩人，是蘇聯作家協會的一員。